# Rhorus fulvus
Rhorus fulvus là một loài tò vò trong họ Ichneumonidae.